# Pipolin les gaies Images
Pipolin - les gaies Images, est une revue illustrée, mensuelle, destinée aux 6-9 ans, lancée en 1957 par les Éditions Vaillant. 

## Public
L'illustré doit se placer entre Roudoudou et Riquiqui, destiné aux tout  petits, et Vaillant, le journal de Pif, pour les plus grands.

## Fin prématurée
Le mensuel ne connaît que 72 numéros entre 1957 et 1963. Les Éditions Vaillant décident de le remplacer par l'illustré Pat et Chou.

## Les auteurs
L'auteur phare du journal est le dessinateur portugais Eduardo Coelho qui crée le héros-titre : Pipolin, un lutin facétieux. Il est accompagné par deux jeunes enfants : Nouche, la fille et Jo, le garçon. Les aventures de Pipolin ne sont pas des bandes dessinées mais des récits illustrés. Gilda Teixeira Coelho, la femme de l'auteur, participe fortement à l'écriture des histoires.
On retrouve également de nombreux auteurs de Vaillant comme Jean Trubert, René Moreu, Marcel Tillard, Jean Ollivier, Max Brunel ou José Cabrero Arnal, mais aussi des auteurs de littérature de jeunesse et poètes tels Luda, Madeleine Riffaud, Pierre Gamarra, Andrée Clair, Robert Desnos, Natha Caputo ou Pierre Menanteau.

## Séries
- Fifine et Fonfon, de José Cabrero Arnal
- Pipolin, de Gilda Teixeira Coelho et Luda (texte) et Eduardo Teixeira Coelho (dessin)
- Pipsi, de Friedl Hofbauer (texte) et Susi Weigel (dessin)
- Riquiqui, de René Moreu
- Roudoudou, de José Cabrero Arnal

### Produits dérivés
- Figurines latex Pipolin[N 1], Ex.In.Co., fin des années 1950
  - Pipolin
  - Nouche
  - Jo
- Porte-manteau Pif et Pipolin, L'Humanité, fin des années 1950
- Film fixe couleurs de Pipolin, Vaillant
- Diplôme Pipolin, Vaillant, 1959 (ou avant ?)
- Pipolin s'anime, supplément au Pipolin no 14, 1958 (également disponible en supplément au Roudoudou no 101, 1959).
- Disques souples, 45t, Les Éditions Spéciales Sonores, 1959[N 2]
  - Pipolin voyage, ESS I
  - Pipolin et le cirque, ESS IV
- Buvard Pipolin[N 1], Vaillant, 1960.
- Chapeau de plage Pipolin[N 1], Vaillant, années 1960.
- Carte postale Pipolin[N 3], Service abonnement Vaillant, 1962 (?).

### Documentation
- « Pipolin », dans «Mon camarade», «Vaillant», «Pif Gadget». L'Histoire complète. 1901-1994, chap. "« Vaillant » : les publications sœurs", de Richard Medioni, Éditions Vaillant Collector, 2012.